# تلك اللحظات (فلم)
تلك اللحظات هو فيلم هندي تم إنتاجه في سنة 2006 وهو من بطولة كانغانا رانوت و شيني أهوجاو شعاد راندهاوا و ماسومه مخجيا و بوراب كوهلي وإخراج موهيت سوري، الفيلم يتكلم عن حياة الممثلة الهندية الراحلة برفين بابي ومعركتها مع الفصام النفسي الذي فيها وعلاقتها مع حبيبها ماهيش بهات.

## روابط خارجية
- مقالات تستعمل روابط فنية بلا صلة مع ويكي بيانات